# Tomás Orts Ramos
Tomás Orts-Ramos (1866-1939) fue un escritor, periodista y crítico taurino español.

## Biografía
Nació en 1866. Escritor especializado en asuntos taurinos, solía usar la firma «El Niño de Dios». Fue autor de libros novelescos y taurinos, además de colaborador de periódicos de Madrid y Barcelona, entre ellos la revista taurina La Lidia. Usó también el seudónimo «Uno al Sesgo». Falleció en 1939.